# Kabary Salem
Kabary Salem (* 12. Februar 1968 in Alexandria) ist ein ehemaliger US-amerikanischer Profiboxer ägyptischer Herkunft. Für seine Geburtsheimat Ägypten boxte er bei den Amateuren und war dabei unter anderem Afrikaspielesieger 1991, WM-Bronzegewinner 1989, sowie Olympiateilnehmer 1992 und 1996.

## Amateurkarriere
Salem gewann die Silbermedaille bei der Militär-Weltmeisterschaft 1988 in Kairo und startete auch bei der Weltmeisterschaft 1989 in Moskau, wo er nach einer Niederlage im Halbfinale gegen Torsten Schmitz eine Bronzemedaille im Halbmittelgewicht gewann. In einem seiner vorherigen Kämpfe hatte er Alexander Künzler besiegt. Nach seinem Ausscheiden beim Weltcup 1990 in Bombay, gewann er 1991 die Goldmedaille im Halbmittelgewicht bei den Afrikaspielen in Kairo. Darüber hinaus gewann er 1991 auch eine Bronzemedaille dieser Gewichtsklasse bei den Mittelmeerspielen in Athen. Bei der Weltmeisterschaft 1991 in Sydney verlor er gegen Israjel Hakobkochjan und bei den Olympischen Spielen 1992 in Barcelona gegen Leonidas Maleckis.
Beim Weltcup 1994 in Bangkok schied er gegen Bert Schenk aus und gewann 1995 eine Bronzemedaille im Mittelgewicht bei den Afrikaspielen in Harare. Bei der Weltmeisterschaft 1995 in Berlin unterlag er knapp im Viertelfinale gegen Dilshod Yorbekov. Bei den Olympischen Spielen 1996 in Atlanta verlor er im Mittelgewicht gegen den späteren Olympiasieger Ariel Hernández.

## Profikarriere
Kabary Salem begann 1997 in Brooklyn mit dem Profiboxen und gewann im September 1999 die NABF-Meisterschaft durch K.-o.-Sieg gegen Randie Carver, welcher an den Folgen des Kampfes verstarb. Bei einem erneuten NABF-Titelkampf im April 2002, verlor er nach Punkten gegen den mehrfachen WM-Herausforderer Antwun Echols.
Im Januar 2003 besiegte er Manu Ntoh und gewann den NABO-Titel der WBO und verteidigte diesen im April desselben Jahres gegen Ray Berry. Sein Kampf um den Interkontinentalen Meistertitel der WBO endete im März 2004 wertungslos, nachdem sein Gegner Rudy Markussen aufgrund einer unfallbedingten Cutverletzung nicht weiterkämpfen konnte.
Am 8. Mai 2004 boxte er in Dortmund um den interimen Weltmeistertitel der WBO gegen Mario Veit. Dabei erhielt Salem zwei Punktabzüge wegen Kopfstößen, zudem brach er bei einem unabsichtlichen Zusammenstoß auch die Nase des Ringrichters. Nach den vollen zwölf Runden wurde jedoch Veit umstritten mit 2:1 zum Sieger erklärt, obwohl die meisten Beobachter Salem deutlich vorne sahen.
Den wohl stärksten Kampf seiner Karriere lieferte er am 22. Oktober 2004 im schottischen Edinburgh gegen den ungeschlagenen WBO-Weltmeister Joe Calzaghe (37-0, 30 K. o.). Salem konnte sich über die vollen zwölf Runden behaupten und in der vierten Runde einen Niederschlag gegen den Titelträger erzielen, zudem erhielten beide Boxer Punktabzüge wegen Kopfstoßes. Am Ende wurde jedoch Calzaghe zum Punktsieger erklärt.
Seinen letzten Kampf bestritt er am 16. September 2005 in Montreal gegen Lucian Bute, wobei er die einzige vorzeitige Niederlage seiner Karriere erlitt.

## Verdacht der Tötung seiner Tochter
Am 24. Oktober 2019 wurde die Leiche der 25-jährigen Ola Salem, Tochter von Kabary Salem, im Bloomingdale Park von Staten Island aufgefunden. Kabary Salem wurde als Verdächtiger geführt und am 3. Dezember 2020 in Kuwait verhaftet. Nach seiner Auslieferung an die USA wurde der Verhandlungsort im Juni 2024 nach Pennsylvania verlegt, nachdem ein Sachverständiger festgestellt hatte, dass das Opfer in Lebanon County, Pennsylvania, getötet und dann auf Staten Island abgelegt worden sei. Zum Zeitpunkt ihres Todes war Ola Salem nach Ansicht der Behörden in Pennsylvania, wo ihr Vater als Miteigentümer ein Restaurant eröffnet hatte. Im August 2024 wurde dort Anklage gegen Salem wegen des Verdachts des Totschlags erhoben, wobei dieser im Zuge der Anhörung auf nicht schuldig plädierte.